# Carvin
Carvin é uma comuna francesa na região administrativa de Altos da França, no departamento de Pas-de-Calais. Estende-se por uma área de 21,03 km². Em 2010 a comuna tinha 17 501 habitantes (densidade: 832,2 hab./km²).